# Tábory pro čarodějnice
Tábory pro čarodějnice (Witch camps) jsou detenční zařízení pro rehabilitované nebo rehabilitaci otevřené čarodějnice v některých západoafrických zemích, nejčastěji v Ghaně. Čarodějnictví je v subsaharské Africe velmi složitý fenomén, který negativně dopadá na společnost. V souvislosti s bojem proti čarodějnictví vznikly detenční tábory pro čaroděje nebo čarodějnice. Známé jsou čarodějnické tábory v západoafrické Ghaně, které jsou určeny pro ženy čarodějnice, neboť v Ghaně se čarodějnictví podle tamějšího přesvědčení věnují téměř výlučně ženy.
Lidskoprávní organizace upozorňují na fakt, že do těchto táborů jsou nedobrovolně zavírány nejen čarodějnice přistižené při čarodějnických praktikách, ale také ženy, které vyčnívají ze společnosti například tím, že jsou bezdětné, tělesně postižené nebo trpí psychickými poruchami. Není rovněž neobvyklé, že příbuzní obviní z čarodějnictví ovdovělou bezdětnou ženu, která nedobrovolně zamíří do čarodějnického tábora bez možnosti návratu, a příbuzným tak připadne její majetek.
Pokud je žena obviněna z čarodějnictví, může požádat o rehabilitaci provedenou léčitelem. Pokud se rehabilitace spočívající ve vyhánění zlého ducha z ženy podaří, může žena žít, ovšem musí do smrti zůstat v táboře pro čarodějnice. Pokud se rehabilitace nezdaří, je žena obvykle zabita.
V Ghaně je šest oficiálních táborů pro čarodějnice, kde žije více než tisíc žen a počet stoupá. Tábory se nacházejí u měst Bonyasi, Gambaga, Gnani, Kpatinga, Kukuo a Naabuli. Některé z nich mají více než stoletou tradici – nejznámějším táborem je Gambaga Witch Camp v severní Ghaně. Existují i jiné, menší, neoficiální tábory.